# BiblioBazaar
O BiblioBazaar é, com a Nabu Press, uma impressão da editora histórica de reimpressões BiblioLife, sediada em Charleston, Carolina do Sul e de propriedade da BiblioLabs LLC.

A BiblioBazaar / Nerbles, LLC produziu, em formato eletrônico imprimível, 272.930 títulos em 2009, embora estes tenham sido utilizados por meio de um processo computadorizado automatizado, usando texto digitalizado e banco de imagens genéricas para as capas. Eles se veem menos como editores do que como uma empresa de software.